# مقياس حرارة زئبقي

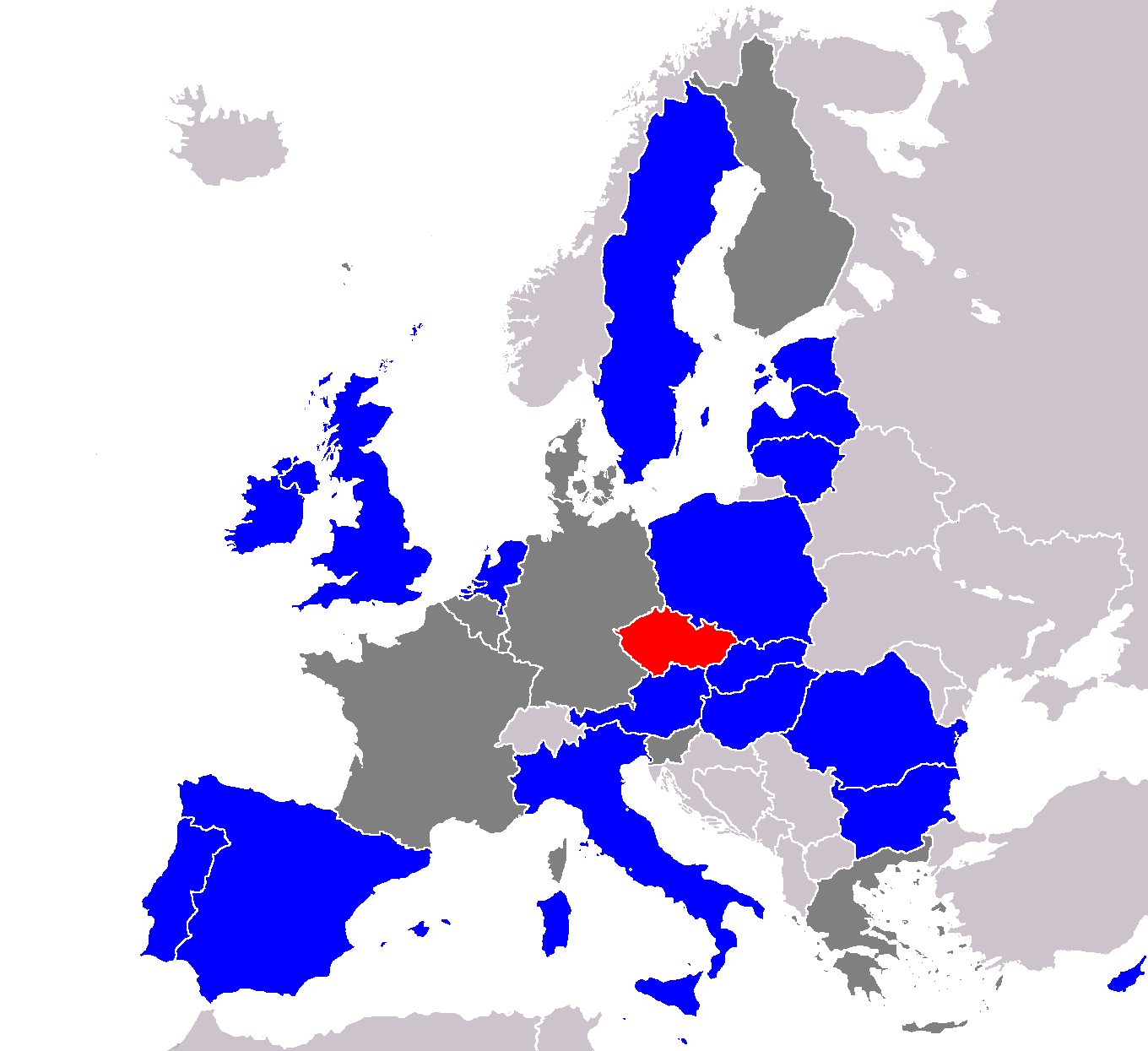
دول الاتحاد الأوروبي التي منعت أستخدام مقياس الحرارة الزئبقي ابتداءً من 19 فبراير 2009 (اللون الأزرق)

مقياس الحرارة الزئبقي أو الترمومتر الزئبقي اخترعه العالم دانيال غابرييل فهرنهايت عام 1714. ويتكون المقياس من أسطوانة زجاجية في أحد طرفيها خزان للزئبق. ويتم معرفة درجة الحرارة استناداً لمستوى الزئبق في الإسطوانة. وتعتمد فكرة المقياس على تمدد الزئبق في درجة الحرارة العالية وانكماش حجمه في درجة الحرارة المنخفضة. وأما الجزء الباقي في الأسطوانة يعبأ بالنيتروجين أو يسحب الهواء منه.
في عام 1742 قام أندرس سلزيوس بإنشاء تدريج لمقياس الحرارة يعتمد على درجة انصهار الثلج ودرجة غليان الماء. وكان التدريج في بادئ الأمر مقلوباً حيث أخذت درجة غليان الماء 100درجة سيليزية (212 درجة فهرنهايت ودرجة انصهار الجليد صفر درجة سيليزية (32 درجة فهرنهايت). وبعدها بعام قام الفرنسي جين بيير كرستن بقلب النظام السيليزي وأسماه النظام المئوي.
و لبعض مقاييس الحرارة القدرة على إبقاء القراءة العليا لمدة أطول لتسهيل قراءتها. ويتم ذلك عن طريق تصغير حجم الإسطوانة المتصلة بالخزان بحيث تمنع الزئبق من الرجوع إلى الخزان بسهولة. وتستخدم هذه الأنواع من المقاييس في قياس درجة حرارة الجسم عن طريق مقياس الحرارة الطبي.
و قد منعت المقاييس الزئبقية -خاصة الطبية منها- من بعض بلدان العالم لما للزئبق من أثر مضر على الصحة.
وما هو إلا تطوير وتحديث لمحاولات سابقة، لكشاف الطبيب الإيطالي سانتوريو سانتوري والذي كان _كشاف سانتوري_ تطوير لجهاز لجاليلو.. ثم تلاه جهاز فيردناند الثاني، ثم اقترح «روبرت هوك» عالم الفيزياء البريطاني إلى التفكير في بداية ثابتة، تكون الأساس لتدريج كل مقياس حرارة واقترح نقطة تجمد الماء كبداية